# Acanthostichus
Acanthostichus arizonensis este o specie de furnică aparținând genului Acanthostichus. A fost descrisă de Mackay în 1996. Aceste furnici sunt răspândite în Statele Unite și Mexic.